# Schizomyia macarangae
Schizomyia macarangae är en tvåvingeart som beskrevs av Nayar 1953. Schizomyia macarangae ingår i släktet Schizomyia och familjen gallmyggor. Inga underarter finns listade i Catalogue of Life.